# Oberschlundganglion

Schematischer Aufbau eines typischen Strickleiternervensystems

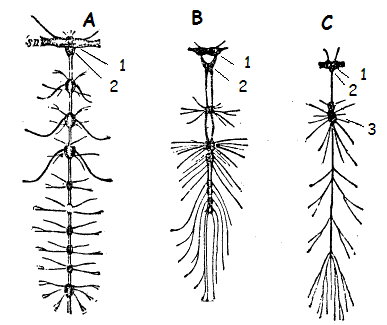
Nervensystem der Insekten
(A Termite, B Schwimmkäfer, C Fliege)
1 Oberschlundganglion
2 Unterschlundganglion
3 anderer Nervenknoten

Das Oberschlundganglion (Supraösophagealganglion) ist bei Gliederfüßern wie Insekten, Krebsen, Spinnentieren und anderen Tieren mit einem Strickleiternervensystem (z. B. Bärtierchen und Regenwürmern) der größte Nervenknoten (Ganglion) des zentralen Nervensystems (ZNS). Es entspricht in seiner Funktion etwa dem Gehirn bei Wirbeltieren und Kopffüßern und befindet sich im Kopf (Deutocephalon) bzw. bei Spinnen und Skorpionen in der Kopfbrust oberhalb der Speiseröhre (d. h. supraösophagial). Durch zwei Nervenstränge (Schlundkonnektive) ist es mit dem Unterschlundganglion (Subösophagealganglion) verbunden.

## Aufbau

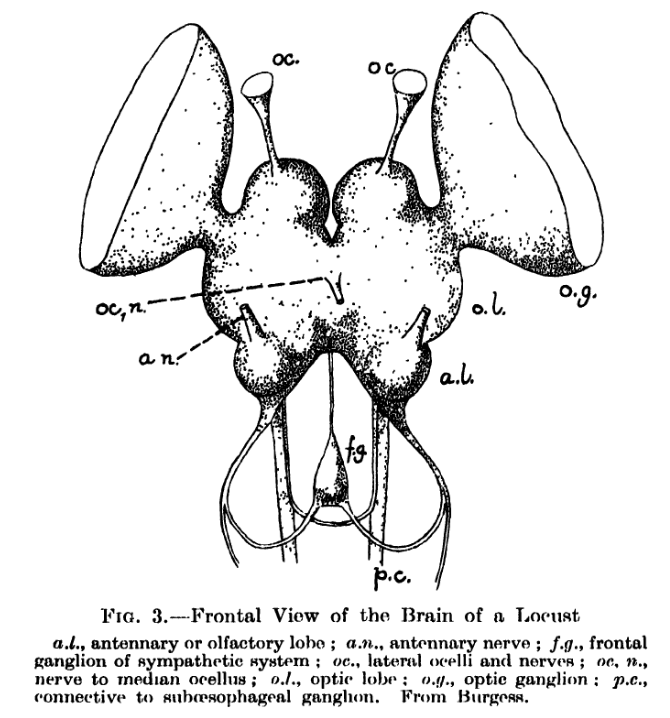
Vorderansicht des Gehirns einer Wanderheuschrecke mit 3 Ocelli (siehe oc. und oc.n.)

Das Oberschlundganglion besteht aus einem großen Protocerebrum als vorderstem Teil und den nachfolgen Deutocerebrum und Tritocerebrum. Diese drei Teile können je nach Gattung mehr oder weniger ausgeprägt, reduziert oder verwachsen sein.

Schemazeichnung der Anatomie eines Insekts mit Oberschlundganglion (5), Unterschlundganglion (31)

- Das Protozerebrum ist mit den Augen (Facettenaugen und Ocelli) verbunden. Dabei ist der Optische Lappen (Lobus opticus, englisch optic lobe) als visuelles Zentrum des Gehirns direkt mit den Augen verbunden.[1][2] Zum Protozerebrum gehören die Pilzkörper (u. a. für die olfaktorische Wahrnehmung) sowie die Protocerebralbrücke (Pons protocerebralis), der Zentralkörper (Corpus centrale, englisch central body) und die Ventralkörper.[3]
- Das Deutocerebrum verarbeitet die sensorischen Informationen von den Fühlern.[1][4] Es besteht aus zwei Teilen, dem Fühlerlappen (englisch antennal lobe) und dem Dorsallappen (englisch dorsal lobe).[4][5] Der Dorsallappen enthält auch Motoneuronen, die die Fühlermuskulatur steuern.[6][7] Chelicerata haben wegen ihrer fehlenden Fühler ein sehr reduziertes oder fehlendes Deutocerebrum.
- Das Tritocerebrum integriert sensorische Eingaben aus den beiden vorhergehenden Ganglienpaaren.[1] Die Lappen des Tritocerebrums spalten sich, um die Speiseröhre zu umgehen und das Ganglion subösophagealis zu beginnen. Das Tritocerebrum kann teilweise mit dem Unterschlundganglion verschmolzen sein.